# Samantha
《Samantha》（中譯：珊曼莎）為日本歌手木村KAELA個人的第九張單曲，2007年7月18日由所屬唱片公司哥倫比亞音樂發行。此次單曲為雙A（雙主打）。

## 曲目
1. Samantha 珊曼莎
  - 作詞：木村KAELA 作曲：會田茂一
2. Honey B ～蜜蜂之舞
  - 作詞：木村KAELA 作曲：根岸孝旨
3. Samantha 珊曼莎(Instrumental)
4. Honey B ～蜜蜂之舞(Instrumental)

## 解説
- 在2007年6月6日先行配送原音鈴聲
- 曲名《Samantha》的由來、是以70年代西洋影集「神仙家庭」女主角「珊曼莎」為曲名。
- 初回限定內附Samantha全彩紋身貼紙。
- 第二主打《Honey B~蜜蜂之舞~》的音樂錄影帶中，Kaela身著蜜蜂裝大跳蜜蜂舞，拍攝方式如舞蹈教學帶般一鏡到底，並將這支音樂錄影帶發送到全日本的托兒所幼稚園。
- 台灣於2007年8月28日由風雲唱片代理發行台壓。
- 《Honey B~蜜蜂之舞~》於2007年底被台灣歌手卓文萱翻唱為「甜甜圈」